# Belle Plaine, Minnesota
Belle Plaine là một thành phố thuộc quận Scott, tiểu bang Minnesota, Hoa Kỳ. Năm 2010, dân số của thành phố này là 6661 người.

## Dân số
- Dân số năm 2000: 3789 người.
- Dân số năm 2010: 6661 người.